# Миллиоктава
Миллиоктава (mO) — безразмерная логарифмическая единица отношения двух частот или музыкального интервала. 1000 миллиоктав равны октаве. Две частоты a и b с разницей в одну миллиоктаву относятся как
a/b = 21/1000 = 1.0006934…
Если известны частоты двух звуков (a) и (b), то количество миллиоктав (m) в интервале между ними вычисляется по формулам:
{\displaystyle m=1000\log _{2}\left({\frac {a}{b}}\right)\approx 3322\log _{10}\left({\frac {a}{b}}\right)}
Если известна частота звука (b) и интервал в миллиоктавах (m), то частота второго звука вычисляется следующим образом:
{\displaystyle a=b\times 2^{\frac {m}{1000}}}
Термин «миллиоктава» впервые встретился в книге немецкого физика и музыкального теоретика А. Эттингена Das duale Harmoniesystem (1913). Деление октавы на 1000 частей, предложенное ещё в XIX веке английским физиком Дж. Гершелем, является основой 10-тонового равномерно темперированного строя, не получившего дальнейшего развития в современной музыке.